# Isla Kwanda
Kwanda es el nombre de una isla situada cerca de Soyo, Angola, en la desembocadura del río Congo.
La importancia principal de la isla es sus proyectos de petróleo y gas dentro del país africano de Angola. Varios proyectos de GNL han comenzado en la isla.
Kwanda, Lda. Es el operador de la Base Kwanda que proporciona apoyo logístico a las compañías de petróleo y gas tanto en alta mar como en tierra.
Varios empresas tienen instalaciones de petróleo, gas y productos relacionados que se explotan en la isla.
- Texaco
- Petromar
- Fina
- BP
- Sonangol
- Halliburton
- Bechtel